# Храм Преображения Господня (Спас-Темня)
Храм Преображения Господня села Спас-Темня (Преображенская церковь) — приходской православный храм в городском округе Чехов, в селе Спас-Темня. Относится к Чеховскому благочинию Подольской епархии Русской православной церкви.
Является памятником архитектуры регионального значения.

## История
Село Темна (Спас-Темня) упоминается в духовной грамоте 1328 г. московского князя Ивана Калиты, внука Александра Невского. Современное здание построено в 1740-х годах на средства отставного солдата лейб-гвардии Преображенского полка Никиты Карповича Козлова. Ампирные приделы Владимирской иконы Божией Матери и святителя Иоанна Новгородского появились в 1-й половине XIX века. В 1962 году храм был закрыт, здание было в сильной степени разрушено.
Восстановление началось в 2002 году.